# Gatunki żółwi objęte ochroną i ograniczeniami w Unii Europejskiej i na świecie

## Gatunki żółwi objęte ochroną i ograniczeniami w Unii Europejskiej i na świecie[1]
Przewożenie przez granice państwowe gatunków chronionych wymaga zezwolenia, przewożenie bez zezwolenia traktowane jest jak przemyt i polega karze. W Polsce za przemyt zwierząt chronionych grozi grzywna lub kara pozbawienia wolności od 3 miesięcy do 5 lat.
| Nazwa łacińska                               | Nazwa polska                     | IUCN | Unia Europejska         | CITES | Polska | Miejsce występowania | Zdjęcie |
| CARETTOCHELYIDAE                             | Miękkoskórkowate                 |      |                         |       | | |         |
| -------------------------------------------- | -------------------------------- | ---- | ----------------------- | ----- | --- | --- | ------- |
| Carettochelys insculpta                      | Miękkoskórek dwupazurzasty       |      | B                       | II    | wymaga rejestracji w Starostwie Powiatowym                                                                                            | Australia, Indonezja, Papua-Nowa Gwinea |         |
| CHELIDAE                                     | Żółwie wężoszyjne                |      |                         |       | | |         |
| Chelodina mccordi                            | Chelodyna rotiańska              |      | B                       | II    | wymaga rejestracji w Starostwie Powiatowym                                                                                            | Indonezja, Timor Wschodni |         |
| Pseudemydura umbrina                         | Wężogłówka zachodnioaustralijska |      | A                       | I     | Zakaz handlu wymaga rejestracji w Starostwie Powiatowym                                                                               | Australia |         |
| CHELONIIDAE                                  | Żółwie morskie                   |      |                         |       | | |         |
| Caretta caretta                              | Karetta                          |      | A Dyrektywa siedliskowa | I     | Zakaz handlu wymaga rejestracji w Starostwie Powiatowym                                                                               | |         |
| Chelonia mydas                               | Żółw zielony                     |      | A Dyrektywa siedliskowa | I     | Zakaz handlu wymaga rejestracji w Starostwie Powiatowym                                                                               | |         |
| Eretmochelys imbricata                       | Żółw szylkretowy                 |      | A Dyrektywa siedliskowa | I     | Zakaz handlu wymaga rejestracji w Starostwie Powiatowym                                                                               | |         |
| Lepidochelys kempii                          | Żółw zatokowy                    |      | A Dyrektywa siedliskowa | I     | Zakaz handlu wymaga rejestracji w Starostwie Powiatowym                                                                               | |         |
| Lepidochelys olivacea                        | Żółw oliwkowy                    |      | A                       | I     | Zakaz handlu wymaga rejestracji w Starostwie Powiatowym                                                                               | |         |
| Natator depressus                            | Natator australijski             |      | A                       | I     | Zakaz handlu wymaga rejestracji w Starostwie Powiatowym                                                                               | |         |
| CHELYDRIDAE                                  | Skorpuchowate                    |      |                         |       | | |         |
| Chelydra serpentina                          | Żółw jaszczurowaty               |      | C                       | III   | gatunek inwazyjny zezwolenie Regionalnego Dyrektora Ochrony Środowiska na hodowlę i handel                                            | Kanada, Stany Zjednoczone |         |
| Macrochelys temminckii                       | Żółw sępi                        |      | C                       | III   | | Stany Zjednoczone |         |
| DERMATEMYDIDAE                               | Spłaszczkowate                   |      |                         |       | | |         |
| Dermatemys mawii                             | Żółw spłaszczony                 |      | B                       | II    | wymaga rejestracji w Starostwie Powiatowym                                                                                            | Belize, Gwatemala, Meksyk |         |
| DERMOCHELYIDAE                               | Żółwie skórzaste                 |      |                         |       | | |         |
| Dermochelys coriacea                         | Żółw skórzasty                   |      | A Dyrektywa siedliskowa | I     | Zakaz handlu wymaga rejestracji w Starostwie Powiatowym                                                                               | |         |
| EMYDIDAE                                     | Żółwie błotne                    |      |                         |       | | |         |
| Chrysemys picta                              | Żółw malowany                    |      | B                       |       | gatunek inwazyjny zezwolenie Regionalnego Dyrektora Ochrony Środowiska na hodowlę i handel wymaga rejestracji w Starostwie Powiatowym | Kanada, Meksyk, Stany Zjednoczone |         |
| Clemmys guttata                              | Żółw cętkowany                   |      | B                       | II    | wymaga rejestracji w Starostwie Powiatowym                                                                                            | Kanada, Stany Zjednoczone |         |
| Emydoidea blandingii                         |                                  |      | B                       | II    | wymaga rejestracji w Starostwie Powiatowym                                                                                            | Kanada, Stany Zjednoczone |         |
| Emys orbicularis                             | Żółw błotny                      |      | Dyrektywa siedliskowa   |       | pod ścisłą ochroną | Azja Mniejsza, Europa |         |
| Glyptemys insculpta                          | Żółw leśny                       |      | B                       | II    | wymaga rejestracji w Starostwie Powiatowym                                                                                            | Kanada, Stany Zjednoczone |         |
| Glyptemys muhlenbergii                       | Żółw torfowiskowy                |      | A                       | I     | Zakaz handlu wymaga rejestracji w Starostwie Powiatowym                                                                               | Stany Zjednoczone |         |
| Graptemys barbouri                           |                                  |      | C                       | III   | | Stany Zjednoczone |         |
| Graptemys caglei                             |                                  |      | C                       | III   | | Stany Zjednoczone |         |
| Graptemys ernsti                             |                                  |      | C                       | III   | | Stany Zjednoczone |         |
| Graptemys flavimaculata                      |                                  |      | C                       | III   | | Stany Zjednoczone |         |
| Graptemys geographica                        |                                  |      | C                       | III   | | Kanada, Stany Zjednoczone |         |
| Graptemys gibbonsi                           |                                  |      | C                       | III   | | Stany Zjednoczone |         |
| Graptemys nigrinoda                          | Mapnik czarnopokrętły            |      | C                       | III   | | Stany Zjednoczone |         |
| Graptemys oculifera                          | Mapnik piłogrzbiety              |      | C                       | III   | | Stany Zjednoczone |         |
| Graptemys ouachitensis                       |                                  |      | C                       | III   | | Stany Zjednoczone |         |
| Graptemys pearlensis                         |                                  |      | C                       | III   | | Stany Zjednoczone |         |
| Graptemys pseudogeographica                  | Żółw ostrogrzbiety               |      | C                       | III   | gatunek inwazyjny zezwolenie Regionalnego Dyrektora Ochrony Środowiska na hodowlę i handel                                            | Stany Zjednoczone |         |
| Graptemys pulchra                            |                                  |      | C                       | III   | | Stany Zjednoczone |         |
| Graptemys sabinensi                          |                                  |      | C                       | III   | | Stany Zjednoczone |         |
| Graptemys versa                              |                                  |      | C                       | III   | | Stany Zjednoczone |         |
| Malaclemys terrapin                          | Żółw diamentowy                  |      | B                       | II    | wymaga rejestracji w Starostwie Powiatowym                                                                                            | Bermudy, Stany Zjednoczone |         |
| Terrapene carolina                           | Terapena karolińska              |      | B                       | II    | wymaga rejestracji w Starostwie Powiatowym                                                                                            | Kanada, Meksyk, Stany Zjednoczone |         |
| Terrapene coahuila                           | Terapena wodna                   |      | A                       | I     | Zakaz handlu wymaga rejestracji w Starostwie Powiatowym                                                                               | Meksyk |         |
| Terrapene nelsoni                            |                                  |      | B                       | II    | wymaga rejestracji w Starostwie Powiatowym                                                                                            | Meksyk |         |
| Terrapene ornata                             | Terapena ozdobna                 |      | B                       | II    | wymaga rejestracji w Starostwie Powiatowym                                                                                            | Meksyk, Stany Zjednoczone |         |
| Trachemys scripta                            | Żółw ozdobny                     |      | gatunek inwazyjny       |       | gatunek inwazyjny zezwolenie Regionalnego Dyrektora Ochrony Środowiska na hodowlę i handel                                            | Meksyk, Stany Zjednoczone |         |
| GEOEMYDIDAE                                  | Batagurowate                     |      |                         |       | | |         |
| Batagur affinis                              |                                  |      | A                       | I     | Zakaz handlu wymaga rejestracji w Starostwie Powiatowym                                                                               | Indonezja, Malezja, Singapur, Tajlandia |         |
| Batagur baska                                | Batagur słodkowodny              |      | A                       | I     | Zakaz handlu wymaga rejestracji w Starostwie Powiatowym                                                                               | Bangladesz, Indie, Mjanma, Tajlandia |         |
| Batagur borneoensis                          | Kalagur malajski                 |      | B                       | II    | wymaga rejestracji w Starostwie Powiatowym                                                                                            | Brunei, Indonezja, Malezja, Tajlandia |         |
| Batagur dhongoka                             |                                  |      | B                       | II    | wymaga rejestracji w Starostwie Powiatowym                                                                                            | Bangladesz, Indie, Nepal |         |
| Batagur kachuga                              |                                  |      | B                       | II    | wymaga rejestracji w Starostwie Powiatowym                                                                                            | Bangladesz, Indie, Nepal |         |
| Batagur trivittata                           | Kaczuga Birmańska                |      | B                       | II    | wymaga rejestracji w Starostwie Powiatowym                                                                                            | Mjanma |         |
| Cuora amboinensis                            | Żółw sundajski                   |      | B                       | II    | wymaga rejestracji w Starostwie Powiatowym                                                                                            | Azja Południowo-Wschodnia |         |
| Cuora aurocapitata                           |                                  |      | B                       | II    | wymaga rejestracji w Starostwie Powiatowym                                                                                            | Chiny |         |
| Cuora bourreti                               |                                  |      | B                       | II    | wymaga rejestracji w Starostwie Powiatowym                                                                                            | Laos, Wietnam |         |
| Cuora cyclornata                             |                                  |      | B                       | II    | wymaga rejestracji w Starostwie Powiatowym                                                                                            | Chiny, Laos, Wietnam |         |
| Cuora flavomarginata                         | Pudełecznik żółtobrzeżny         |      | B                       | II    | wymaga rejestracji w Starostwie Powiatowym                                                                                            | Chiny, Japonia, Tajwan |         |
| Cuora galbinifrons                           |                                  |      | B                       | II    | wymaga rejestracji w Starostwie Powiatowym                                                                                            | Chiny, Laos, Wietnam |         |
| Cuora mccordi                                |                                  |      | B                       | II    | wymaga rejestracji w Starostwie Powiatowym                                                                                            | Chiny |         |
| Cuora mouhotii                               |                                  |      | B                       | II    | wymaga rejestracji w Starostwie Powiatowym                                                                                            | Bangladesz, Bhutan, Chiny, Indie, Laos, Mjanma, Wietnam |         |
| Cuora pani                                   |                                  |      | B                       | II    | wymaga rejestracji w Starostwie Powiatowym                                                                                            | Chiny |         |
| Cuora picturata                              |                                  |      | B                       | II    | wymaga rejestracji w Starostwie Powiatowym                                                                                            | Wietnam |         |
| Cuora trifasciata                            | Pudełecznik trójpasy             |      | B                       | II    | wymaga rejestracji w Starostwie Powiatowym                                                                                            | Chiny |         |
| Cuora yunnanensis                            |                                  |      | B                       | II    | wymaga rejestracji w Starostwie Powiatowym                                                                                            | Chiny |         |
| Cuora zhoui                                  |                                  |      | B                       | II    | wymaga rejestracji w Starostwie Powiatowym                                                                                            | Chiny, Wietnam |         |
| Cyclemys atripons                            |                                  |      | B                       | II    | wymaga rejestracji w Starostwie Powiatowym                                                                                            | Kambodża, Tajlandia |         |
| Cyclemys dentata                             |                                  |      | B                       | II    | wymaga rejestracji w Starostwie Powiatowym                                                                                            | Brunei, Indonezja, Malezja, Filipiny, Singapur, Tajlandia |         |
| Cyclemys enigmatica                          |                                  |      | B                       | II    | wymaga rejestracji w Starostwie Powiatowym                                                                                            | Indonezja, Malezja, Singapur, Tajlandia |         |
| Cyclemys fusca                               |                                  |      | B                       | II    | wymaga rejestracji w Starostwie Powiatowym                                                                                            | Indie, Mjanma |         |
| Cyclemys gemeli                              |                                  |      | B                       | II    | wymaga rejestracji w Starostwie Powiatowym                                                                                            | Bangladesz, Bhutan, Indie, Mjanma, Nepal |         |
| Cyclemys oldhamii                            |                                  |      | B                       | II    | wymaga rejestracji w Starostwie Powiatowym                                                                                            | Kambodża, Laos, Mjanma, Tajlandia, Wietnam |         |
| Cyclemys pulchristriata                      |                                  |      | B                       | II    | wymaga rejestracji w Starostwie Powiatowym                                                                                            | Kambodża, Wietnam |         |
| Geoclemys hamiltonii                         |                                  |      | A                       | I     | Zakaz handlu wymaga rejestracji w Starostwie Powiatowym                                                                               | Bangladesz, Indie, Nepal, Pakistan |         |
| Geoemyda japonica                            |                                  |      | B                       | II    | wymaga rejestracji w Starostwie Powiatowym                                                                                            | Japonia |         |
| Geoemyda spengleri                           |                                  |      | B                       | II    | wymaga rejestracji w Starostwie Powiatowym                                                                                            | Chiny, Laos, Wietnam |         |
| Hardella thurjii                             |                                  |      | B                       | II    | wymaga rejestracji w Starostwie Powiatowym                                                                                            | Bangladesz, Indie, Nepal, Pakistan |         |
| Heosemys annandalii                          | Żółw świątynny                   |      | B                       | II    | wymaga rejestracji w Starostwie Powiatowym                                                                                            | Kambodża, Laos, Malezja, Tajlandia, Wietnam |         |
| Heosemys depressa                            | Żółw birmański                   |      | B                       | II    | wymaga rejestracji w Starostwie Powiatowym                                                                                            | Bangladesz, Mjanma |         |
| Heosemys grandis                             | Żółw indochiński                 |      | B                       | II    | wymaga rejestracji w Starostwie Powiatowym                                                                                            | Kambodża, Laos, Malezja, Mjanma, Tajlandia, Wietnam |         |
| Heosemys spinosa                             | Żółw ciernisty                   |      | B                       | II    | wymaga rejestracji w Starostwie Powiatowym                                                                                            | Brunei, Indonezja, Malezja, Mjanma, Filipiny, Singapur, Tajlandia |         |
| Leucocephalon yuwonoi                        | Cierniec celebeski               |      | B                       | II    | wymaga rejestracji w Starostwie Powiatowym                                                                                            | Indonezja |         |
| Malayemys macrocephala                       |                                  |      | B                       | II    | wymaga rejestracji w Starostwie Powiatowym                                                                                            | Laos, Tajlandia |         |
| Malayemys subtrijuga                         | Żółw malajski                    |      | B                       | II    | wymaga rejestracji w Starostwie Powiatowym                                                                                            | Kambodża, Laos, Wietnam, |         |
| Mauremys annamensis                          | Żółw annamski                    |      | B                       | II    | wymaga rejestracji w Starostwie Powiatowym                                                                                            | Wietnam |         |
| Mauremys caspica                             | Żółw kaspijski                   |      | Dyrektywa siedliskowa   |       | | Azja Mniejsza |         |
| Mauremys iversoni                            |                                  |      | C                       | III   | | Chiny, Wietnam |         |
| Mauremys japonica                            |                                  |      | B                       | II    | wymaga rejestracji w Starostwie Powiatowym                                                                                            | Japonia |         |
| Mauremys leprosa                             | Żółw hiszpański                  |      | Dyrektywa siedliskowa   |       | | Algieria, Francja, Libia, Maroko, Portugalia, Hiszpania, Tunezja |         |
| Mauremys megalocephala syn.Mauremys reevesii | Żółw wielkogłowy                 |      | C                       | III   | | Chiny, Japonia, Korea Północna, Korea Południowa, Tajwan |         |
| Mauremys mutica                              | Azjatycki żółw bagienny          |      | B                       | II    | wymaga rejestracji w Starostwie Powiatowym                                                                                            | Chiny, Japonia, Tajwan, Wietnam |         |
| Mauremys nigricans                           |                                  |      | B                       | II    | wymaga rejestracji w Starostwie Powiatowym                                                                                            | Chiny, Wietnam |         |
| Mauremys pritchardi                          |                                  |      | C                       | III   | | Mjanma |         |
| Mauremys reevesii                            |                                  |      | C                       | III   | | Chiny, Japonia, Korea Północna, Korea Południowa, Tajwan |         |
| Mauremys sinensis                            |                                  |      | C                       | III   | | Chiny, Tajwan, Wietnam |         |
| Melanochelys tricarinata                     |                                  |      | A                       | I     | Zakaz handlu wymaga rejestracji w Starostwie Powiatowym                                                                               | Bangladesz, Bhutan, Indie, Nepal |         |
| Melanochelys trijuga                         |                                  |      | B                       | II    | wymaga rejestracji w Starostwie Powiatowym                                                                                            | Bangladesz, Indie, Mjanma, Nepal, Sri Lanka |         |
| Morenia ocellata                             | Żółw pawiooki                    |      | A                       | I     | Zakaz handlu wymaga rejestracji w Starostwie Powiatowym                                                                               | Mjanma |         |
| Morenia petersi                              |                                  |      | B                       | II    | wymaga rejestracji w Starostwie Powiatowym                                                                                            | Bangladesz, Indie, Nepal |         |
| Notochelys platynota                         | Płaskorupiec malajski            |      | B                       | II    | wymaga rejestracji w Starostwie Powiatowym                                                                                            | Brunei, Indonezja, Mjanma, Singapur, Tajlandia |         |
| Ocadia glyphistoma                           |                                  |      | C                       | III   | | Chiny |         |
| Ocadia philippeni                            |                                  |      | C                       | III   | | Chiny |         |
| Orlitia borneensis                           | Orlicja, żółw malajski olbrzymi  |      | B                       | II    | wymaga rejestracji w Starostwie Powiatowym                                                                                            | Indonezja, Malezja |         |
| Pangshura smithii                            |                                  |      | B                       | II    | wymaga rejestracji w Starostwie Powiatowym                                                                                            | Bangladesz, Indie, Nepal, Pakistan |         |
| Pangshura sylhetensis                        |                                  |      | B                       | II    | wymaga rejestracji w Starostwie Powiatowym                                                                                            | Bangladesz, Indie |         |
| Pangshura tecta                              | Kaczuga indyjska                 |      | A                       | I     | Zakaz handlu wymaga rejestracji w Starostwie Powiatowym                                                                               | Bangladesz, Indie, Nepal, Pakistan |         |
| Pangshura tentoria                           |                                  |      | B                       | II    | wymaga rejestracji w Starostwie Powiatowym                                                                                            | Bangladesz, Indie, Nepal |         |
| Rhinoclemmys annulata                        |                                  |      | B                       | II    | wymaga rejestracji w Starostwie Powiatowym                                                                                            | Kolumbia, Kostaryka, Ekwador, Honduras, Nikaragua, Panama |         |
| Rhinoclemmys areolata                        | Drzewnik żłobkowany              |      | B                       | II    | wymaga rejestracji w Starostwie Powiatowym                                                                                            | Ameryka Środkowa |         |
| Rhinoclemmys diademata                       |                                  |      | B                       | II    | wymaga rejestracji w Starostwie Powiatowym                                                                                            | Kolumbia, Wenezuela |         |
| Rhinoclemmys funerea                         |                                  |      | B                       | II    | wymaga rejestracji w Starostwie Powiatowym                                                                                            | Ameryka Środkowa |         |
| Rhinoclemmys melanosterna                    |                                  |      | B                       | II    | wymaga rejestracji w Starostwie Powiatowym                                                                                            | Panama, Kolumbia, Ekwador |         |
| Rhinoclemmys nasuta                          |                                  |      | B                       | II    | wymaga rejestracji w Starostwie Powiatowym                                                                                            | Kolumbia, Ekwador |         |
| Rhinoclemmys pulcherrima                     |                                  |      | B                       | II    | wymaga rejestracji w Starostwie Powiatowym                                                                                            | Ameryka Środkowa |         |
| Rhinoclemmys punctularia                     |                                  |      | B                       | II    | wymaga rejestracji w Starostwie Powiatowym                                                                                            | Kolumbia, Wenezuela, Trynidad i Tobago, Gujana, Surinam, Gujana Francuska, północno-wschodnia Brazylia |         |
| Rhinoclemmys rubida                          |                                  |      | B                       | II    | wymaga rejestracji w Starostwie Powiatowym                                                                                            | południowy Meksyk |         |
| Sacalia bealei                               | Sakalia pawiooka                 |      | B                       | II    | wymaga rejestracji w Starostwie Powiatowym                                                                                            | Chiny |         |
| Sacalia pseudocellata                        |                                  |      | C                       | III   | | Chiny |         |
| Sacalia quadriocellata                       | Żółw czterooki                   |      | B                       | II    | wymaga rejestracji w Starostwie Powiatowym                                                                                            | Chiny, Laos, Wietnam |         |
| Siebenrockiella crassicollis                 | Żółw gruboszyi                   |      | B                       | II    | wymaga rejestracji w Starostwie Powiatowym                                                                                            | Kambodża, Indonezja, Laos, Malezja, Mjanma, Singapur, Tajlandia, Wietnam |         |
| Siebenrockiella leytensis                    | Żółw filipiński                  |      | B                       | II    | wymaga rejestracji w Starostwie Powiatowym                                                                                            | Filipiny |         |
| Vijayachelys silvatica                       |                                  |      | B                       | II    | wymaga rejestracji w Starostwie Powiatowym                                                                                            | Indie |         |
| KINOSTERNIDAE                                | Mułowcowate                      |      |                         |       | | |         |
| Platysternon megacephalum                    | Żółw wielkogłowy                 |      | A                       | I     | Zakaz handlu wymaga rejestracji w Starostwie Powiatowym                                                                               | Kambodża, Chiny, Laos, Mjanma, Tajlandia, Wietnam |         |
| PODOCNEMIDIDAE                               |                                  |      |                         |       | | |         |
| Erymnochelys madagascariensis                | Arau madagaskarski               |      | B                       | II    | wymaga rejestracji w Starostwie Powiatowym                                                                                            | Madagaskar |         |
| Peltocephalus dumerilianus                   |                                  |      | B                       | II    | wymaga rejestracji w Starostwie Powiatowym                                                                                            | Brazylia, Kolumbia, Ekwador, Gujana Francuska, Peru, Wenezuela |         |
| Podocnemis erythrocephala                    |                                  |      | B                       | II    | wymaga rejestracji w Starostwie Powiatowym                                                                                            | Brazylia, Kolumbia, Wenezuela |         |
| Podocnemis expansa                           | Arrau                            |      | B                       | II    | wymaga rejestracji w Starostwie Powiatowym                                                                                            | Boliwia, Brazylia, Kolumbia, Ekwador, Gujana, Peru, Wenezuela |         |
| Podocnemis lewyana                           |                                  |      | B                       | II    | wymaga rejestracji w Starostwie Powiatowym                                                                                            | Kolumbia |         |
| Podocnemis sextuberculata                    |                                  |      | B                       | II    | wymaga rejestracji w Starostwie Powiatowym                                                                                            | Brazylia, Kolumbia, Peru |         |
| Podocnemis unifilis                          | Terekaj                          |      | B                       | II    | wymaga rejestracji w Starostwie Powiatowym                                                                                            | Boliwia, Brazylia, Kolumbia, Ekwador, Gujana Francuska, Gujana, Peru, Surinam, Wenezuela, |         |
| Podocnemis vogli                             |                                  |      | B                       | II    | wymaga rejestracji w Starostwie Powiatowym                                                                                            | Kolumbia, Wenezuela |         |
| TESTUDINIDAE                                 | Żółwie lądowe                    |      |                         |       | | |         |
| Aldabrachelys gigantea                       | Żółw olbrzymi                    |      | B                       | II    | wymaga rejestracji w Starostwie Powiatowym                                                                                            | Seszele |         |
| Astrochelys radiata                          | Żółw promienisty                 |      | A                       | I     | Zakaz handlu wymaga rejestracji w Starostwie Powiatowym                                                                               | Madagaskar |         |
| Astrochelys yniphora                         | Żółw madagaskarski               |      | A                       | I     | Zakaz handlu wymaga rejestracji w Starostwie Powiatowym                                                                               | Madagaskar |         |
| Centrochelys sulcata                         | Żółw pustynny                    |      | B                       | II    | wymaga rejestracji w Starostwie Powiatowym                                                                                            | Benin, Burkina Faso, Czad, Erytrea, Etiopia, Kamerun, Mali, Mauretania, Niger, Nigeria, Republika Środkowoafrykańska, Senegal, Sudan |         |
| Chelonoidis carbonarius                      | Żabuti czarny                    |      | B                       | II    | wymaga rejestracji w Starostwie Powiatowym                                                                                            | Argentyna, Boliwia, Brazylia, Kolumbia, Gujana Francuska, Gujana, Panama, Paragwaj, Surinam, Wenezuela |         |
| Chelonoidis chilensis                        |                                  |      | B                       | II    | wymaga rejestracji w Starostwie Powiatowym                                                                                            | Argentyna, Boliwia, Paragwaj |         |
| Chelonoidis denticulatus                     | Żabuti leśny                     |      | B                       | II    | wymaga rejestracji w Starostwie Powiatowym                                                                                            | Boliwia, Brazylia, Ekwador, Gujana Francuska, Gujana, Kolumbia, Peru, Trynidad i Tobago, Surinam, Wenezuela |         |
| Chelonoidis niger                            | Żółw słoniowy                    |      | A                       | I     | Zakaz handlu wymaga rejestracji w Starostwie Powiatowym                                                                               | Galapagos |         |
| Chersina angulata                            | Żółw kanciasty                   |      | B                       | II    | wymaga rejestracji w Starostwie Powiatowym                                                                                            | Namibia, Południowa Afryka |         |
| Chersobius boulengeri                        |                                  |      | B                       | II    | wymaga rejestracji w Starostwie Powiatowym                                                                                            | Południowa Afryka |         |
| Chersobius signatus                          | Żółw nakrapiany                  |      | B                       | II    | wymaga rejestracji w Starostwie Powiatowym                                                                                            | Południowa Afryka |         |
| Chersobius solus                             |                                  |      | B                       | II    | wymaga rejestracji w Starostwie Powiatowym                                                                                            | Namibia |         |
| Geochelone elegans                           | Żółw gwiaździsty                 |      | A                       | I     | wymaga rejestracji w Starostwie Powiatowym                                                                                            | Indie, Pakistan, Sri Lanka |         |
| Geochelone platynota                         | Żółw birmański                   |      | A                       | I     | Zakaz handlu wymaga rejestracji w Starostwie Powiatowym                                                                               | Mjanma |         |
| Gopherus agassizii                           |                                  |      | B                       | II    | wymaga rejestracji w Starostwie Powiatowym                                                                                            | Stany Zjednoczone |         |
| Gopherus berlandieri                         | Żółw teksaski                    |      | B                       | II    | wymaga rejestracji w Starostwie Powiatowym                                                                                            | Meksyk, Stany Zjednoczone |         |
| Gopherus evgoodei                            |                                  |      | B                       | II    | wymaga rejestracji w Starostwie Powiatowym                                                                                            | Meksyk |         |
| Gopherus flavomarginatus                     | Meksykański żółw norowy          |      | A                       | I     | Zakaz handlu wymaga rejestracji w Starostwie Powiatowym                                                                               | Meksyk |         |
| Gopherus morafkai                            |                                  |      | B                       | II    | wymaga rejestracji w Starostwie Powiatowym                                                                                            | Meksyk, Stany Zjednoczone |         |
| Gopherus polyphemus                          | Żółw norowy                      |      | B                       | II    | wymaga rejestracji w Starostwie Powiatowym                                                                                            | Stany Zjednoczone |         |
| Homopus areolatus                            |                                  |      | B                       | II    | wymaga rejestracji w Starostwie Powiatowym                                                                                            | Południowa Afryka |         |
| Homopus femoralis                            |                                  |      | B                       | II    | wymaga rejestracji w Starostwie Powiatowym                                                                                            | Południowa Afryka |         |
| Indotestudo elongata                         | Żółw żółtogłowy                  |      | B                       | II    | wymaga rejestracji w Starostwie Powiatowym                                                                                            | Bangladesz, Bhutan, Kambodża, Indie, Laos, Malezja, Mjanma, Nepal, Tajlandia, Wietnam |         |
| Indotestudo forstenii                        | Żółw celebeski                   |      | B                       | II    | wymaga rejestracji w Starostwie Powiatowym                                                                                            | Indonezja |         |
| Indotestudo travancorica                     | Żółw trawankurski                |      | B                       | II    | wymaga rejestracji w Starostwie Powiatowym                                                                                            | Indie |         |
| Kinixys belliana                             | Żółw zawiasowy                   |      | B                       | II    | wymaga rejestracji w Starostwie Powiatowym                                                                                            | Angola, Burundi, Kongo, Erytrea, Etiopia, Kenia, Rwanda, Somalia, Sudan Południowy, Sudan, Tanzania, Uganda |         |
| Kinixys erosa                                |                                  |      | B                       | II    | wymaga rejestracji w Starostwie Powiatowym                                                                                            | Angola, Benin, Kamerun, Republika Środkowoafrykańska, Kongo, Gwinea Równikowa, Gabon, Ghana, Gwinea, Wybrzeże Kości Słoniowej, Liberia, Nigeria, Sierra Leone, Togo, Uganda |         |
| Kinixys homeana                              |                                  |      | B                       | II    | wymaga rejestracji w Starostwie Powiatowym                                                                                            | Benin, Kamerun, Republika Środkowoafrykańska, Kongo, Gwinea Równikowa, Ghana, Wybrzeże Kości Słoniowej, Liberia, Nigeria, Togo |         |
| Kinixys lobatsiana                           |                                  |      | B                       | II    | wymaga rejestracji w Starostwie Powiatowym                                                                                            | Botswana, Południowa Afryka |         |
| Kinixys natalensis                           |                                  |      | B                       | II    | wymaga rejestracji w Starostwie Powiatowym                                                                                            | Eswatini, Mozambik, Południowa Afryka, |         |
| Kinixys nogueyi                              |                                  |      | B                       | II    | wymaga rejestracji w Starostwie Powiatowym                                                                                            | Benin, Burkina Faso, Czad, Kamerun, Kongo, Gambia, Ghana, Gwinea Bissau, Gwinea Równikowa, Mali, Niger, Nigeria, Republika Środkowoafrykańska, Senegal, Sierra Leone, Togo Wybrzeże Kości Słoniowej |         |
| Kinixys spekii                               |                                  |      | B                       | II    | wymaga rejestracji w Starostwie Powiatowym                                                                                            | Angola, Botswana, Burundi, Eswatini, Kongo, Kenia, Malawi, Mozambik, Namibia, Południowa Afryka, Tanzania, Zambia, Zimbabwe |         |
| Kinixys zombensis                            |                                  |      | B                       | II    | wymaga rejestracji w Starostwie Powiatowym                                                                                            | Kenia, Malawi, Madagaskar, Mozambik, Południowa Afryka, Tanzania |         |
| Malacochersus tornieri                       | Żółw Torniera                    |      | A                       | II    | Zakaz handlu wymaga rejestracji w Starostwie Powiatowym                                                                               | Kenia, Tanzania, Zambia |         |
| Manouria emys                                | Żółw brunatny                    |      | B                       | II    | wymaga rejestracji w Starostwie Powiatowym                                                                                            | Bangladesz, Brunei, Indie, Indonezja, Malezja, Mjanma, Tajlandia |         |
| Manouria impressa                            | Żółw indochiński                 |      | B                       | II    | wymaga rejestracji w Starostwie Powiatowym                                                                                            | Chiny, Kambodża, Laos, Malezja, Mjanma, Tajlandia, Wietnam |         |
| Psammobates geometricus                      | Żółw geometryczny                |      | A                       | I     | Zakaz handlu wymaga rejestracji w Starostwie Powiatowym                                                                               | Południowa Afryka |         |
| Psammobates oculifer                         | Żółw ząbkowany                   |      | B                       | II    | wymaga rejestracji w Starostwie Powiatowym                                                                                            | Botswana, Namibia, Południowa Afryka, Zimbabwe |         |
| Psammobates tentorius                        | Żółw namiotowy                   |      | B                       | II    | wymaga rejestracji w Starostwie Powiatowym                                                                                            | Namibia, Południowa Afryka |         |
| Pyxis arachnoides                            | Żółw pajęczynowy                 |      | A                       | I     | Zakaz handlu wymaga rejestracji w Starostwie Powiatowym                                                                               | Madagaskar |         |
| Pyxis planicauda                             | Żółw płaskoogonowy               |      | A                       | I     | Zakaz handlu wymaga rejestracji w Starostwie Powiatowym                                                                               | Madagaskar |         |
| Stigmochelys pardalis                        | Żółw lamparci                    |      | B                       | II    | wymaga rejestracji w Starostwie Powiatowym                                                                                            | Angola, Botswana, Burundi, Eswatini, Etiopia, Kenia, Malawi, Mozambik, Namibia, Południowa Afryka, Rwanda, Somalia, Sudan Południowy, Tanzania, Uganda, Zambia, Zimbabwe |         |
| Testudo graeca                               | Żółw śródziemnomorski            |      | A Dyrektywa siedliskowa | II    | Zakaz handlu wymaga rejestracji w Starostwie Powiatowym                                                                               | Afryka Północna, Azja Mniejsza |         |
| Testudo hermanni                             | Żółw grecki                      |      | A Dyrektywa siedliskowa | II    | Zakaz handlu wymaga rejestracji w Starostwie Powiatowym                                                                               | Europa Południowa, Bałkany |         |
| Testudo horsfieldii                          | Żółw stepowy                     |      | B                       | II    | wymaga rejestracji w Starostwie Powiatowym                                                                                            | Afganistan, Chiny, Iran, Kazachstan, Kirgistan, Pakistan, Tadżykistan, Turkmenistan, Uzbekistan |         |
| Testudo kleinmanni                           | Żółw egipski                     |      | A                       | I     | Zakaz handlu wymaga rejestracji w Starostwie Powiatowym                                                                               | Egipt, Izrael, Libia |         |
| Testudo marginata                            | Żółw obrzeżony                   |      | A Dyrektywa siedliskowa | II    | Zakaz handlu wymaga rejestracji w Starostwie Powiatowym                                                                               | Albania, Grecja |         |
| TRIONYCHIDAE                                 | Żółwiaki                         |      |                         |       | | |         |
| Amyda cartilaginea                           | Żółwiak czarnopręgi              |      | B                       | II    | wymaga rejestracji w Starostwie Powiatowym                                                                                            | Brunei, Indonezja, Malezja, Singapur |         |
| Apalone ferox                                | Żółwiak drapieżny                |      | C                       | III   | | Stany Zjednoczone |         |
| Apalone mutica                               | Żółwiak drapieżny                |      | C                       | III   | | Stany Zjednoczone |         |
| Apalone spinifera                            | Żółwiak kolcowaty                |      | C                       | III   | | Kanada, Stany Zjednoczone |         |
| Apalone spinifera atra                       | Żółwiak kolcowaty                |      | A                       | I     | Zakaz handlu wymaga rejestracji w Starostwie Powiatowym                                                                               | Stany Zjednoczone |         |
| Chitra chitra                                |                                  |      | A                       | I     | Zakaz handlu wymaga rejestracji w Starostwie Powiatowym                                                                               | Indonezja, Malezja, Tajlandia |         |
| Chitra indica                                | Żółwiak wąskogłowy               |      | B                       | II    | wymaga rejestracji w Starostwie Powiatowym                                                                                            | Bangladesz, Indie, Nepal, Pakistan |         |
| Chitra vandijki                              |                                  |      | A                       | I     | Zakaz handlu wymaga rejestracji w Starostwie Powiatowym                                                                               | Mjanma |         |
| Cyclanorbis elegans                          | Skrytonóg nubijski               |      | A                       | I     | Zakaz handlu wymaga rejestracji w Starostwie Powiatowym                                                                               | Czad, Ghana, Kamerun, Nigeria, Republika Środkowoafrykańska, Sudan, Sudan Południowy, Togo |         |
| Cyclanorbis senegalensis                     | Skrytonóg senegalski             |      | B                       | II    | wymaga rejestracji w Starostwie Powiatowym                                                                                            | Benin, Burkina Faso, Czad, Etiopia, Gambia, Ghana, Gwinea Bissau, Kamerun, Liberia, Mali, Niger, Nigeria, Republika Środkowoafrykańska, Senegal, Sierra Leone, Sudan Południowy, Sudan, Togo, Wybrzeże Kości Słoniowej |         |
| Cycloderma aubryi                            |                                  |      | B                       | II    | wymaga rejestracji w Starostwie Powiatowym                                                                                            | Angola, Gabon, Kamerun, Kongo, Republika Środkowoafrykańska |         |
| Cycloderma frenatum                          |                                  |      | B                       | II    | wymaga rejestracji w Starostwie Powiatowym                                                                                            | Malawi, Mozambik, Tanzania, Zambia, Zimbabwe |         |
| Dogania subplana                             | Żółwiak malajski                 |      | B                       | II    | wymaga rejestracji w Starostwie Powiatowym                                                                                            | Filipiny, Indonezja, Mjanma, Singapur, Tajlandia |         |
| Lissemys ceylonensis                         |                                  |      | B                       | II    | wymaga rejestracji w Starostwie Powiatowym                                                                                            | Sri Lanka |         |
| Lissemys punctata                            | Skrytonóg indyjski               |      | B                       | II    | wymaga rejestracji w Starostwie Powiatowym                                                                                            | Bangladesz, Indie, Mjanma, Nepal, Pakistan |         |
| Lissemys scutata                             |                                  |      | B                       | II    | wymaga rejestracji w Starostwie Powiatowym                                                                                            | Mjanma |         |
| Nilssonia formosa                            |                                  |      | B                       | II    | wymaga rejestracji w Starostwie Powiatowym                                                                                            | Mjanma |         |
| Nilssonia gangetica                          |                                  |      | A                       | I     | Zakaz handlu wymaga rejestracji w Starostwie Powiatowym                                                                               | Afganistan, Bangladesz, Indie, Nepal, Pakistan |         |
| Nilssonia hurum                              |                                  |      | A                       | I     | Zakaz handlu wymaga rejestracji w Starostwie Powiatowym                                                                               | Bangladesz, Indie, Nepal, Pakistan |         |
| Nilssonia leithii                            |                                  |      | B                       | II    | wymaga rejestracji w Starostwie Powiatowym                                                                                            | Indie |         |
| Nilssonia nigricans                          | Żółwiak czarny                   |      | A                       | I     | Zakaz handlu wymaga rejestracji w Starostwie Powiatowym                                                                               | Bangladesz, Indie |         |
| Palea steindachneri                          |                                  |      | B                       | II    | wymaga rejestracji w Starostwie Powiatowym                                                                                            | Chiny, Wietnam |         |
| Pelochelys bibroni                           | Żółwiak olbrzymi                 |      | B                       | II    | wymaga rejestracji w Starostwie Powiatowym                                                                                            | Indonezja, Papua-Nowa Gwinea |         |
| Pelochelys cantorii                          |                                  |      | B                       | II    | wymaga rejestracji w Starostwie Powiatowym                                                                                            | Bangladesz, Chiny, Indie, Indonezja, Filipiny, Kambodża, Laos, Malezja, Mjanma, Tajlandia, Wietnam |         |
| Pelochelys signifera                         |                                  |      | B                       | II    | wymaga rejestracji w Starostwie Powiatowym                                                                                            | Indonezja, Papua-Nowa Gwinea |         |
| Pelodiscus axenaria                          |                                  |      | B                       | II    | wymaga rejestracji w Starostwie Powiatowym                                                                                            | Chiny |         |
| Pelodiscus maackii                           |                                  |      | B                       | II    | wymaga rejestracji w Starostwie Powiatowym                                                                                            | Chiny, Japonia, Korea Południowa, Korea Północna, Rosja, |         |
| Pelodiscus parviformis                       |                                  |      | B                       | II    | wymaga rejestracji w Starostwie Powiatowym                                                                                            | Chiny, Wietnam |         |
| Rafetus swinhoei                             | Żółwiak szanghajski              |      | B                       | II    | wymaga rejestracji w Starostwie Powiatowym                                                                                            | Chiny, Wietnam |         |
| Trionyx triunguis                            | Żółwiak afrykański               |      | B                       | II    | wymaga rejestracji w Starostwie Powiatowym                                                                                            | Angola, Benin, Czad, Egipt, Erytrea, Etiopia, Gabon, Gambia, Ghana, Gwinea, Gwinea Bissau, Gwinea Równikowa, Izrael, Kamerun, Kenia, Kongo, Liban, Liberia, Mauretania, Namibia, Niger, Nigeria, Republika Środkowoafrykańska, Senegal, Sierra Leone, Somalia, Sudan, Sudan Południowy, Syria, Togo, Turcja, Uganda, Wybrzeże Kości Słoniowej |         |

| IUCN - Czerwona Księga Gatunków Zagrożonych | IUCN - Czerwona Księga Gatunków Zagrożonych |
| ------------------------------------------- | ------------------------------------------- |
|                                             | wymarłe                                     |
|                                             | wymarłe na wolności                         |
|                                             | krytycznie zagrożone                        |
|                                             | zagrożone                                   |
|                                             | narażone                                    |
|                                             | bliskie zagrożenia                          |
|                                             | najmniejszej troski                         |
|                                             | niedostatecznie rozpoznane                  |
|                                             | nie oszacowane według kryteriów IUCN        |

| Załącznik I / Aneks A |
| --- |
| Obejmuje gatunki zagrożone wyginięciem, które są lub mogą być przedmiotem handlu. Handel okazami tych gatunków powinien być poddany szczególnie ścisłej reglamentacji w celu zapobieżenia dalszemu zagrożeniu ich istnienia i może być dozwolony jedynie w wyjątkowych okolicznościach.                                                                       |
| Załącznik II / Aneks B |
| Obejmuje gatunki, które wprawdzie niekoniecznie już teraz są zagrożone wyginięciem, nie mniej mogą stać się takimi, jeżeli handel okazami tych gatunków nie zostanie poddany ścisłej reglamentacji mającej zapobiec eksploatacji oraz Aneks B obejmuje obce gatunki inwazyjne, które uważa się za zagrożenia dla dzikich populacji gatunków rodzimych dla UE. |
| Załącznik III / Aneks C |
| Obejmuje gatunki, co do których jedno z państw uznających konwencję uzna konieczność ograniczenia handlu nimi i wymaga to pomocy (w zakresie kontroli) ze strony innych państw. |
| Aneks D |
| Kilka gatunków, co do których państwa członkowskie zgłosiły zastrzeżenia odnośnie do ich zaszeregowania w Załączniku III CITES oraz gatunki nie-CITESowe importowane do Unii w takich ilościach, że budzi to niepokój o dziko żyjące populacje w państwach je eksportujących.                                                                                 |
| Dyrektywa siedliskowa |
| Obejmuje gatunki, które podlegają ścisłej ochronie na terenie Unii Europejskiej na podstawie Dyrektywy 92/43/EWG z dnia 21 maja 1992 r. w sprawie ochrony siedlisk przyrodniczych oraz dzikiej fauny i flory. |

Stan prawny na dzień 24 listopada 2019.

## Kraje w których są ograniczenia prawne dotyczące żółwi
Konwencję CITES (Konwencja Waszyngtońska), podpisało 183 krajów, ale oprócz tego niektóre kraje wprowadziły osobne przepisy dotyczące ochrony zwierząt w tym żółwi.

### Stany Zjednoczone
Federal Endangered Species Act z 1973 roku jest implementacją przepisów CITES w Stanach Zjednoczonych, ale lista gatunków ESA zawiera też zwierzęta chronione, które nie znajdują się w załącznikach CITES.
Poniżej lista gatunków żółwi chronionych przez ESA, a które nie są chronione przez CITES.
- Kinosternon sonoriense longifemorale
- Mesoclemmys hogei
- Pseudemys alabamensis
- Pseudemys rubriventris
- Trachemys stejnegeri malonei
- Trachemys terrapen

#### Floryda
Sprzedaż żółwi odłowionych ze środowiska naturalnego jest zabroniona. Zakaz odławiania i posiadania żółwi z gatunków:
- Chelydra serpentina
- Graptemys barbouri
- Graptemys ernsti
- Macrochelys temminckii
- żółwie z rodzaju Pseudemys

Wszystkie pozostałe żółwie można odławiać w ilości jednego żółwia dziennie. Od 1 maja do 31 lipca jest okres ochronny kiedy nie można zbierać żółwi.

## Przypadki przemytu żółwi
| Data             | Gatunek          | Opis |
| 2011             |                  | |
| ---------------- | ---------------- | --- |
| listopad 2011    | żółw promienisty | w Hongkongu celnicy udaremnili przemyt 250 żółwi promienistych z Madagaskaru, niestety tylko 50 przeżyło                 |
| 2018             |                  | |
| 10 kwietnia 2018 | żółw promienisty | władze Madagaskaru skonfiskowały 11 tysięcy żółwi                                                                        |
| 2019             |                  | |
| 12 sierpnia 2019 | różne gatunki    | na Florydzie w Stanach Zjednoczonych aresztowano dwóch mężczyzn, którzy na czarnym rynku sprzedali ponad 4 tysiące żółwi |
| sierpień 2019    | żółw stepowy     | na przejściu granicznym w Zosinie obywatelka Ukrainy przenosiła w plecaku żółwia                                         |

 Zapoznaj się z zastrzeżeniami dotyczącymi pojęć prawnych w Wikipedii.